# Universidad Nacional de Ciencias Forestales
La Universidad Nacional de Ciencias Forestales (UNACIFOR) es una universidad autónoma especializada en la enseñanza del área forestal y la conservación de los recursos naturales. Está ubicada en la ciudad de Siguatepeque, en el departamento de Comayagua, Honduras.

## Historia
Fue fundada en 1969, con el nombre de Escuela Nacional de Ciencias Forestales (ESNACIFOR), que brindaba las carreras de Técnico Universitario en Dasonomía e Ingeniería Forestal. En 2016, se convirtió en la Universidad Nacional de Ciencias Forestales, añadiendo una carrera más y dos maestrías a su oferta académica; Ingeniería en Energía Renovable, Maestría en Gestión de Energía Renovable y Maestría en Gestión de Estructura Ambiental. En 2017, se añadió la carrera de Ingeniería en Industrias y Negocios de Madera. En enero de 2019, se añadió la carrera de Técnico Universitario en Turismo Sostenible.

## Campus
La UNACIFOR cuenta con laboratorios naturales, bosque de pino, bosque seco, bosque húmedo, bosque tropical y bosque latifoliado, con alrededor de 6,348 hectáreas. También cuenta con un jardín botánico y centro experimental, Lancetilla UNACIFOR, ubicado en el departamento de Atlántida; además cuenta con unidades productivas entre ellas un banco de semilla, viveros, un aserradero, una carpintería, productos del bosque como el carbón vegetal y ofertas de capacitación a través del Centro de Capacitación Forestal (CICAFOR), abordando temáticas en el manejo forestal, industria forestal, medio ambiente, manejo de cuencas hidrográficas, agroforestería, desarrollo comunitario, cambio climático y en energías renovables. También cuenta con el Club Estudiantil, un gimnasio donde los estudiantes pueden practicar deportes.

## Oferta académica
La universidad cuenta con seis carreras y dos maestrías en su oferta académica.

### Técnicos
- Técnico Universitario en Dasonomía
- Técnico Universitario en Turismo Sostenible

### Ingenierías
- Ingeniería Forestal
- Ingeniería en Energía Renovable
- Ingeniería en Industrias y Negocios de Madera

### Maestrías
- Maestría en Gestión de Energía Renovable
- Maestría en Gestión de Estructura Ambiental